# 人形劇団ポポロ
人形劇団ポポロ（にんぎょうげきだん ）は、東京都東村山市を拠点に活動する人形劇団である。代表は山根宏章。尚、東大ポポロ事件とは無関係である。

## 概要
名称の由来はエスペラントであり「人々」という意味である。
創立当初テレビ出演(フジテレビ・テレビ朝日・NHK教育など)を中心に活動をしていたが、観客と直接ふれあいが持てる舞台への一念で舞台活動に重点を置き「いつでも どこでも おろしたての人形劇を」を合言葉に、現在のアトリエを拠点に日本全国の幼稚園、保育園、小学校、養護学校、児童館、図書館、公民館、公立文化施設、教育委員会、子ども･おやこ劇場、企業事業など、様々な場所で年間平均250ステージ前後を公演。

## 沿革
- 1972年　創立。
- 1976年　児童演劇劇団協議会（現：日本児童･青少年演劇劇団協同組合）へ加盟、作品名「おにのあかべえ」で東京都優秀児童演劇選定優秀賞受賞。
- 1979年　都民芸術フェスティバル参加、東京都夏の児童演劇フェスティバル参加。
- 1981年　東京都東村山市に劇団事務所兼アトリエを設立。
- 1984年　2月より1年間NHK総合TV「ひげよさらば」で主役のヨゴロウザを山根宏章が操作（放映は1984年4月～1985年3月まで）。
- 1985年　作品名「百万回生きたねこ」でギターとキーボードの演奏家と共演。
- 1990年 「鬼ひめ哀話」で箏、三弦、笛、太鼓などの鳴り物と地唄で、仲林光子・仲林利恵・吉口克彰とのコラボレーションを実現。
- 2002年　田島征彦／作・絵の人気絵本「じごくのそうべえ」を人形劇化。田島征彦氏自ら人形やセットに手をいれて頂く。
- 2008年　劇団創立35周年記念で「鬼笛」を公演。演出に児童文学作家・劇作家さねとうあきら氏を補筆・監修に迎える。いわむらかずお／原作絵本14ひきシリーズを人形劇にした「14ひきのひっこしだ」が厚生労働省社会保障審議会推薦児童福祉文化財となる。
- 2009年　田島征彦／作・絵の人気絵本「じごくのそうべえ」厚生労働省社会保障審議会推薦児童福祉文化財となる。
- 2012年　劇団創立40周年記念で「耳なし芳一」を公演。演出に児童文学作家・劇作家さねとうあきら氏を補筆・監修に迎える。古典落語をモチーフにした「ばけものづかい」と「耳なし芳一」厚生労働省社会保障審議会推薦児童福祉文化財となる。
- 2014年　「2014年度日本児童青少年演劇協会賞」を代表の山根宏章が受賞
- 2017年　6月に第二回中国南充国際人形劇フェスティバルに「ばけものづかい」で参加、演出賞を受賞
- 2017年　9月にロシアのオムスクで開催された第五回国際人形劇フェスティバル『アルレキンのお客様』に「鬼ひめ哀話」で参加、音楽賞ほかを受賞
- 2017年　「第三十三回日本舞台芸術家組合賞」を代表の山根宏章が受賞
- 2019年　9月にロシアのオムスクで開催された第六回国際人形劇フェスティバル『アルレキンのお客様』に「ばけものづかい」で参加、報道好感度賞、グラン"ク"リを受賞
- 2019年　「ひみつ戦士×ファントミラージュ！」に看板人形のポポロおじさん(操演：山根宏章)がMr.ミントとなって大活躍
- 2020年　新型コロナウイルス(COVID-19)の影響により2月下旬より公演自粛、その間地域の方々へ向けたマスク製作を行っており、毎日新聞5月26日発刊の夕刊紙面(芸能欄)にその時の様子が掲載される。